# Moita (freguesia)
Moita es una freguesia portuguesa del concelho de Moita, con 19,48 km² de superficie y 16727 habitantes (2001). Su densidad de población es de 858,7 hab/km².